# Kvås
Kvås is een plaats en voormalige gemeente in de Noorse gemeente Lyngdal, provincie Agder. Het dorp heeft een houten kerkje uit 1836. In 1963 werd Kvås samengevoegd met Austad bij de gemeente Lyngdal.